# IT'S SHOWTIME!!
「IT'S SHOWTIME!!」（イッツ・ショータイム!!）は、日本のロックユニット・B'zの楽曲。2003年3月26日にVERMILLION RECORDSより34作目のシングルとして発売された。

## 概要
前作『熱き鼓動の果て』から約9か月ぶりのシングル。デビュー15周年時に発売された。
CDジャケットの題字は、書家の柿沼康二によるもの。
本作の発売と同時に、4thシングル『BE THERE』から13thシングル『裸足の女神』までシングル10作をリマスタリングの上12cmCD化し再発売した。全曲のリマスタリングはアメリカのバーニー・グランドマンのスタジオで行われた。
本作のプロモーションの一環として、2003年3月21日〜3月23日までにあるフジテレビ（東京都港区お台場）と赤レンガ倉庫（神奈川県横浜市）にて、「IT'S SHOWTIME!!」及び再発売10タイトルのミュージック・ビデオとメンバーからのメッセージが見られるイベントが開催された。
第18回日本ゴールドディスク大賞でソング・オブ・ザ・イヤーを受賞した。

## 記録
本作で5thシングル『太陽のKomachi Angel』から30作連続、30作目のオリコンの1位を獲得し、4月のCDセールストップになった。
前述の再発盤もオリコンデイリーチャートにランクインし、上位11位までをB'zが独占という記録を成し遂げた。ただし、ウィークリーチャートでは2位にSMAPの『世界に一つだけの花』がランクインしたため、ウィークリーチャートTOP10独占までには至らなかった。
| 順位 | 前日 順位 | タイトル                                    | アーティスト | リリース日            |
| ---- | --------- | ------------------------------------------- | ------------ | --------------------- |
| 1    | -         | IT'S SHOWTIME!!                             | B'z          | 2003年3月26日         |
| 2    | -         | BE THERE                                    | B'z          | 2003年3月26日（再発） |
| 3    | -         | Easy Come, Easy Go!                         | B'z          | 2003年3月26日（再発） |
| 4    | -         | ZERO                                        | B'z          | 2003年3月26日（再発） |
| 5    | -         | LADY NAVIGATION                             | B'z          | 2003年3月26日（再発） |
| 6    | -         | ALONE                                       | B'z          | 2003年3月26日（再発） |
| 7    | -         | 愛のままにわがままに 僕は君だけを傷つけない | B'z          | 2003年3月26日（再発） |
| 8    | -         | 太陽のKomachi Angel                         | B'z          | 2003年3月26日（再発） |
| 9    | -         | BLOWIN'                                     | B'z          | 2003年3月26日（再発） |
| 10   | -         | 裸足の女神                                  | B'z          | 2003年3月26日（再発） |
| 11   | -         | 愛しい人よGood Night...                     | B'z          | 2003年3月26日（再発） |

| 順位 | 前週 順位 | タイトル                                     | アーティスト | リリース日            |
| ---- | --------- | -------------------------------------------- | ------------ | --------------------- |
| 1    | -         | IT'S SHOWTIME!!                              | B'z          | 2003年3月26日         |
| 2    | 1         | 世界に一つだけの花（シングル・ヴァージョン） | SMAP         | 2003年3月5日          |
| 3    | -         | BE THERE                                     | B'z          | 2003年3月26日（再発） |
| 4    | -         | ZERO                                         | B'z          | 2003年3月26日（再発） |
| 5    | -         | 愛のままにわがままに 僕は君だけを傷つけない  | B'z          | 2003年3月26日（再発） |
| 6    | -         | LADY NAVIGATION                              | B'z          | 2003年3月26日（再発） |
| 7    | -         | Easy Come, Easy Go!                          | B'z          | 2003年3月26日（再発） |
| 8    | -         | ALONE                                        | B'z          | 2003年3月26日（再発） |
| 9    | -         | BLOWIN'                                      | B'z          | 2003年3月26日（再発） |
| 10   | -         | 太陽のKomachi Angel                          | B'z          | 2003年3月26日（再発） |
| 11   | -         | 裸足の女神                                   | B'z          | 2003年3月26日（再発） |
| 12   | -         | 愛しい人よGood Night...                      | B'z          | 2003年3月26日（再発） |

この再発盤の売上枚数も合算され、4thシングル『BE THERE』はオリコンの最高順位を更新した。また、12thシングル『愛のままにわがままに 僕は君だけを傷つけない』は総売上が200万枚を突破し、ダブルミリオンとなった。

## 収録曲
| 全作詞: 稲葉浩志、全作曲: 松本孝弘、全編曲: 松本孝弘・稲葉浩志・徳永暁人。 |                     |          |            |      |
| #                                                                          | タイトル            | 作詞     | 作曲・編曲 | 時間 |
| 1.                                                                         | 「IT'S SHOWTIME!!」 | 稲葉浩志 | 松本孝弘   | 4:01 |
| 2.                                                                         | 「New Message」     | 稲葉浩志 | 松本孝弘   | 3:57 |
| 合計時間:                                                                  | 合計時間:           | 7:58     |            |      |

## 楽曲解説
1. IT'S SHOWTIME!!
  - 2003年に行われたB'z LIVE-GYM The Final Pleasure "IT'S SHOWTIME!!"のツアータイトル曲で、自身の迫力あるライブを彷彿とさせる詞になっており、ライブでも定番曲となっている。
  - シングルバージョンのドラムは打ち込みだが、13thアルバム『BIG MACHINE』にはドラムが生になった別バージョンが収録された。
  - MVはロサンゼルスで撮影されたもので、路地で演奏していたB'zがオルフェウム・シアター（英語版）の前にトレーラーで登場して演奏するという内容になっている。ドラムでシェーン・ガラース、ベースで現地の女性コーディネーターが出演している。監督はライオネル・コールマン[20]。
  - テレビでは4回披露され、いずれもアコースティック・ギターのパートがエレクトリック・ギターで演奏された。また、『ミュージックステーションスペシャル スーパーライブ2003』(2003年12月26日)の時はドラムが生になっていた。
2. New Message
  - 2002年に行われた『B'z LIVE-GYM 2002 "GREEN 〜GO★FIGHT★WIN〜"』の客出し曲[4]。
  - 2008年に行われた『B'z LIVE-GYM 2008 "ACTION"』で初演奏され、未発表曲として客出し曲に使用された曲がライブで演奏されるのは初となった。
  - ベスト・アルバム『B'z The Best "ULTRA Treasure"』のファン投票で7位にランクインし[21]、アルバム初収録となった。

## タイアップ
- 『TV ASAHI NETWORK SPORTS 2003』テーマソング（#1）
- ABCラジオ『ABCフレッシュアップナイター』2003 - 2005年テーマソング（#1）
- ABCラジオ『元気イチバン!!ぶっちぎりプレイボール』2003 - 2010年度テーマソング（#1）

## 参加ミュージシャン
- 松本孝弘:ギター、全曲作曲・編曲
- 稲葉浩志:ボーカル、全曲作詞・編曲
- 徳永暁人:ベース、全曲編曲
- 山木秀夫:ドラム（#2）

## 収録アルバム
IT'S SHOWTIME!!
- BIG MACHINE（アルバムバージョン）
- B'z The Best "Pleasure II"
- B'z The Best "ULTRA Pleasure"
- B'z The Best XXV 1999-2012

New Message
- B'z The Best "ULTRA Treasure"

## ライブ映像作品
IT'S SHOWTIME!!
- Typhoon No.15 〜B'z LIVE-GYM The Final Pleasure "IT'S SHOWTIME!!" in 渚園〜
- B'z LIVE-GYM 2010 "Ain't No Magic" at TOKYO DOME
- B'z LIVE-GYM 2005 -CIRCLE OF ROCK-
- EPIC DAY（特典DVD）
- B'z COMPLETE SINGLE BOX（特典DVD）
- B'z SHOWCASE 2020 -5 ERAS 8820- Day1〜5
- B'z LIVE-GYM Pleasure 2023 -STARS-

New Message
- B'z LIVE-GYM 2008 -ACTION-